# カザフスタン級ミサイル艇
カザフスタン級ミサイル艇（英語: Kazakhstan class missile boat）は、カザフスタン海軍のミサイル艇の艦級。カザフスタンのオラルにあるゼニット造船所によって4隻が建造された。なお、1番艦は艦対艦ミサイルではなく多連装ロケット発射機を搭載していることから、哨戒艇と類別されることもある。
1番艦は2012年に就役した。2023年時点で、4隻が運用中である。

## 設計
ゼニット造船所の0250型と呼ばれる設計であり、これは同社の0300型哨戒艇（原型はロシアのセヴェルナヤ造船所が開発した22180型）を、ウクライナの協力を受けて発展させたものとみられている。カザフスタン国防省は本級を「敵の水上艦艇を、単艦または僚艦と協同して確実に撃破できる」と表現している。
満載排水量は230t、全長は41.75ｍ、最大幅は7.8m、喫水は2.5mである。機関にはMTU 16V4000 M71 ディーゼルエンジン2基を搭載し、2軸で推進する。速力は最大で28ノット、航続距離は12ノット時で1,200海里である。乗員は31名。なお、2番艦以降は排水量が250tに増加し、乗員は23名となっている。

## 装備
搭載兵装は1番艦とそれ以降で差異がある。1番艦は着上陸支援を重視しており、23mm連装機関砲2基とグラード 122mm40連装ロケット発射機（12連装とする資料もある）を装備している。
いっぽう2-4番艦はAK-306 30ｍｍ機関砲塔（AK-630をベースとした小型艇向けの軽量砲塔。ただしAK-630砲塔だとする資料もある）を艦首に1基搭載し、艦対艦ミサイルとしてウクライナ製のRK-2V用のBarrier-VK 4連装発射機を1基、艦対空ミサイルとして射程6kmの9K38 イグラ用のArbalet-K 4連装発射機を1基搭載している。RK-2Vは対戦車ミサイルをベースとしたレーザー誘導式で、昼間交戦限定の小型目標用システムである。
電子装備としては、Kaskad-250射撃指揮システム、Sens-2電子光学式砲管制システム、Delta-250レーダー、水中工作員探知用のソナーなどが搭載されている。

## 同型艦
| 番号 | 艦名                   | 建造所         | 就役            |
| ---- | ---------------------- | -------------- | --------------- |
| 250  | カザフスタン Казахстан | ゼニット造船所 | 2012年 4月      |
| 251  | オラル Орал            | ゼニット造船所 | 2013年 4月30日  |
| 252  | サリャルカ Сарыарка    | ゼニット造船所 | 2014年 5月7日   |
| 253  | マンギスタウ Мангыстау | ゼニット造船所 | 2017年 12月20日 |